# Baishikeranmu Xiang
Baishikeranmu Xiang (kinesiska: 伯什克然木乡, 伯什克然木) är en socken i Kina. Den ligger i den autonoma regionen Xinjiang, i den nordvästra delen av landet, omkring 1 100 kilometer sydväst om regionhuvudstaden Ürümqi. Antalet invånare är 36 016. Befolkningen består av 17 759 kvinnor och 18 257 män. Barn under 15 år utgör 31 %, vuxna 15-64 år 64 %, och äldre över 65 år 4,0 %.
Genomsnittlig årsnederbörd är 146 millimeter. Den regnigaste månaden är juni, med i genomsnitt 20 mm nederbörd, och den torraste är oktober, med 2 mm nederbörd.